# Фестивал хумора и сатире „Златна кацига”
Фестивал хумора и сатире „Златна кацига“ је међународни и један од најзначајнијих српских фестивала у овој области. Одржава се сваке године у Крушевцу од 30. марта са завршном вечери 1. априла. Одржан је до сада 20 пута и већ је одређена тема 21. фестивала.
На фестивалу се такмиче уметници кроз конкурс који се завршава на финалној вечери са проглашењем победника. На конкурс се може поднети искључиво необјављени радови. Званични језици фестивала су српски и енглески.
Фестивал, у циљу унапређења и афирмације хуморно-сатиричног стваралаштва, окупља више стотина карикатуриста и писаца из земље и иностранства. Путем дечјег конкурса, Фестивал подстицајно делује и на развој стваралаштва младих.

## Историјат
Управни одбор Културног центра је 29. марта 1993, донео одлуку којом се установљава Конкурс југословенског хуморно-сатиричног стваралаштва у намери да он буде традиционалан и јединствен по карактеру и садржају. 
Фестивал је регистрован у WITT WORLD-у, у Њујорку, маја 1996, чиме је сврстан у престижне фестивале у свету. Овај фестивал представља драгоцену везу са Европом и светом. На тај начин је својеврстан мост културне сарадње у области хумора и сатире између стваралаца из земље и света.

## Ток фестивала

### Организација
Седиште фестивала је у Крушевцу. Покровитељи су Министарство културе Републике Србије и Општина Крушевац.
Активности фестивала се одвијају током целе године, а завршни програм тематског конкурса се реализује 1. априла, на светски Дан шале, када се званично уручују награде.

### Награде
Стручни жири додељује награду Златна кацига за најбољу карикатуру, причу, песму и афоризам, од пристиглих радова на конкурсу.
Поред главних награда, Фестивал додељује и Награду за животно дело која је намењена истакнутим ствараоцима рођеним у Крушевцу.
Признање Витез од Чарапаније (почасни грађанин Крушевца) додељује се осведоченом пријатељу града, а награда Раде брка, за кратку писану форму са специфичним хумором моравског поднебља.
У оквиру Фестивала, као легат великог мајстора карикатуре Александра Класа, уручује се Класово мајсторско перо.

### Завршно вече
Традиционално, завршно вече Међународног фестивала хумора и сатире „Златна кацига“ увек је 1. априла, на светски Дан шале али и дан рођења великог крушевачког глумца Миодрага Петровића Чкаље.
Осим проглашења победника, уочи овог дана у Крушевцу се одржавају разне радионице. Једна од њих која се већ може сврстати у традицију је портретисање Крушевљана од стране врхунских карикатуриста.

## Познати добитници награда
- Добрица Ерић
- Дејан Тофчевић
- Goran Radosavljević
- Пеђа Трајковић
- Недељко Попадић
- Раша Папеш
- Александар Чотрић
- Љубиша Самарџић
- Драган Јовановић
- Властимир Радовановић
- Милорад Мандић
- Рада Ђуричин[5]

## Последњи одржани фестивал
Милорад Мандић Манда проглашен је за „Витеза од чарапаније“ на 20. Међународном фестивалу хумора и сатире „Златна кацига“. Организатори истичу да је само чарапанском миљеу успело да украде истакнутог глумца и прикаже га у сасвим другачијем светлу у серији „Село гори, а баба се чешља“, а потом и у његовој првој позоришној улози ван београда - комаду Југа Радивојевића „Пут око света“ где је, симболично заменио Чкаљу, синоним за Јованчу Мицића у легендарном филму.
На крају завршне вечери директор Културног центра Крушевац Љубодраг Обрадовић објавио је и теме за следећи 21.-и фестивал „Златна кацига“ и то:
- ПОМРАЧЕЊЕ - тема за одрасле,
- ТЕНИС - за младе до 18 година.